# باتیستا بندتی
باتیستا بندتی (انگلیسی: Giambattista Benedetti؛ زاده ۱۴ اوت ۱۵۳۰ درگذشته ۲۰ ژانویهٔ ۱۵۹۰) یک ریاضی‌دان، و فیزیک‌دان اهل ایتالیا بود.

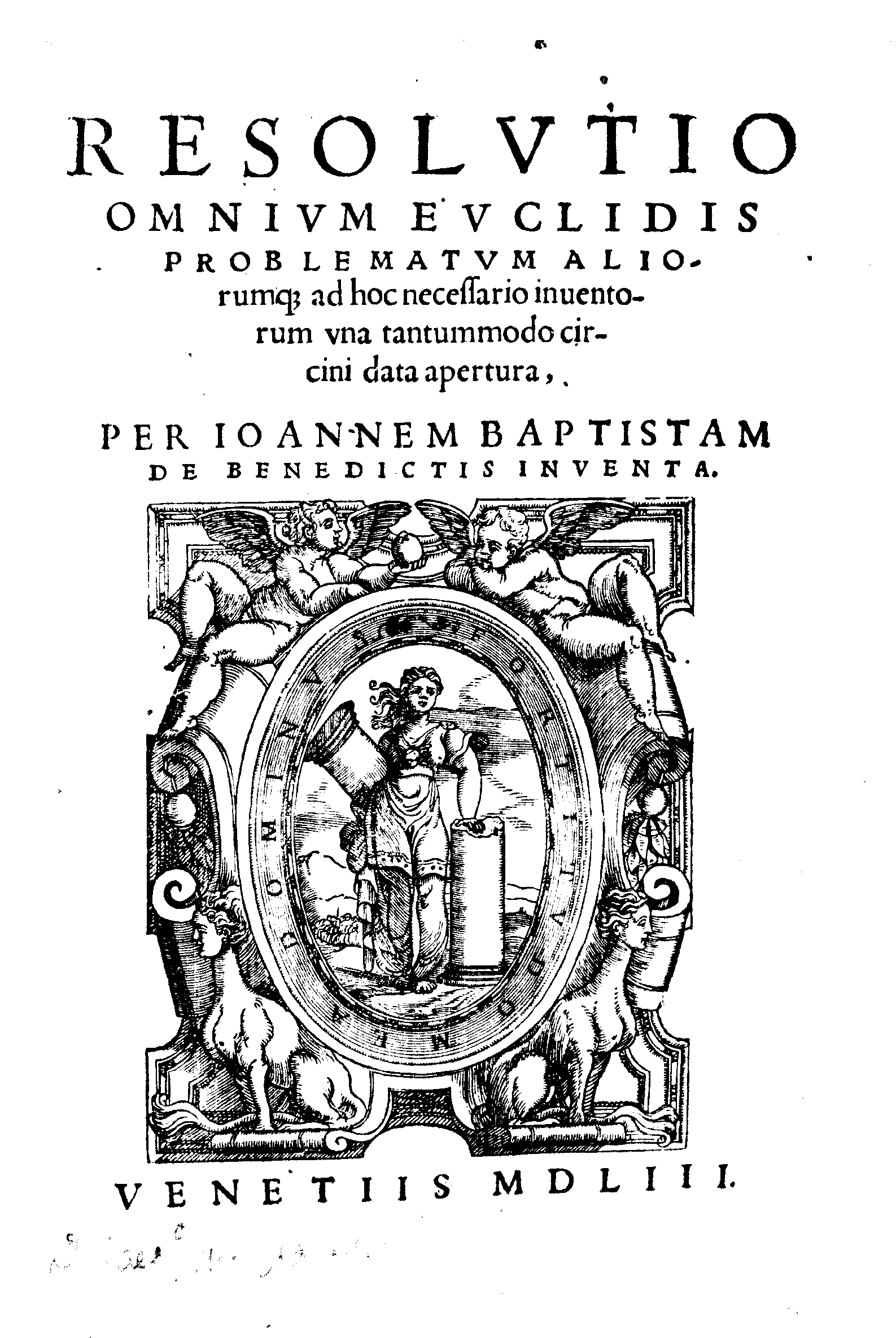
Resolutio omnium Euclidis problematum, 1553